# Place des Fleurs-de-Macadam

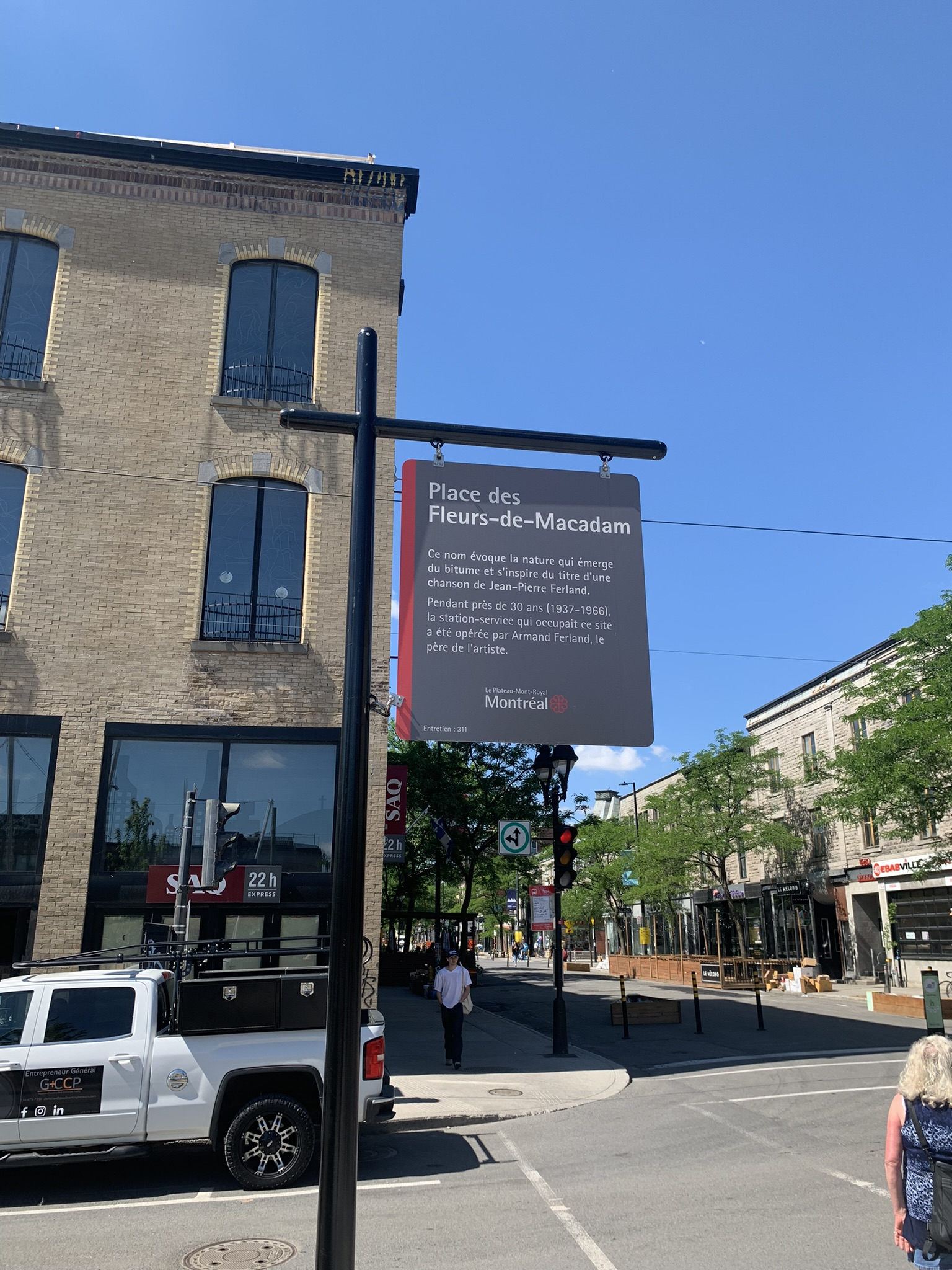

La place des Fleurs de Macadam est une place publique inondable situé sur l’avenue du Mont-Royal Est, entre les rues Boyer et de Mentana à Montréal. Le site est occupé par une station-service jusqu'en 2017. Dans les années 1950, il était exploité par le père de Jean-Pierre Ferland, auteur de la chanson Les Fleurs de Macadam, qui est à l'origine du nom,,

## Liens externes

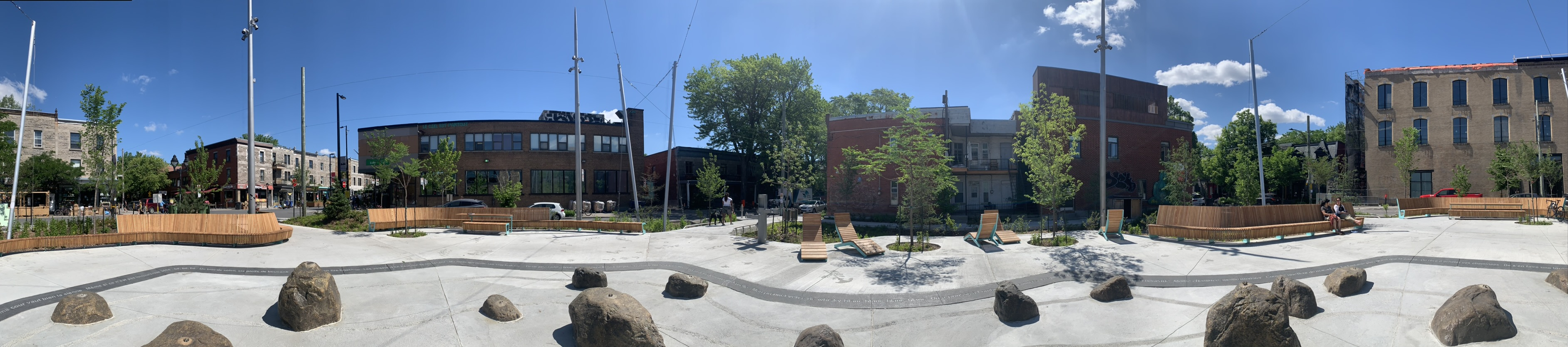
Vue panoramique de la place en direction sud